# Vespasiano I Gonzaga

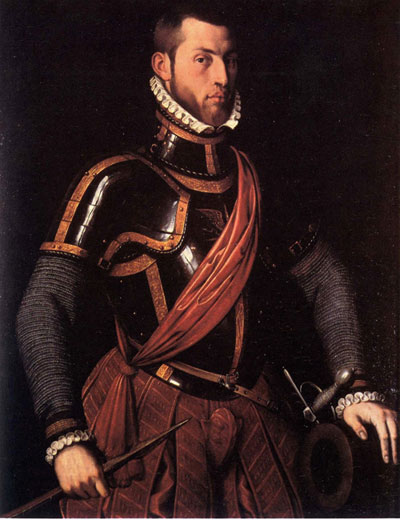
Vespasiano Gonzaga, en un retrato pintado por Bernardino Campi conservada en la Pinacoteca del palazzo Volpi (Como, Italia, Museo Cívico).

Vespasiano Gonzaga Colonna (Fondi, 6 de diciembre de 1531 – Sabbioneta, 26 de febrero de 1591), Duque (soberano) de Sabbioneta y Duque de Traetto, fue un noble italiano de la familia Gonzaga,  militar, hábil diplomático, literato, arquitecto militar y mecenas, que llegó a ser uno de los hombres de confianza de Felipe II que le nombró grande de España y después virrey de Navarra (1572-75) y virrey de Valencia (1575-78).

## Biografía
Nació en Fondi (Latina) el 6 de diciembre de 1531, hijo de Isabel Colonna y Julio  Gonzaga (1500 - 1532), que a su vez era hijo de Ludovico, conde de Rodigo de la rama de los Gonzaga de Gazzuolo y de Francesca Fieschi, de los condes de Lavagna. Su padre Luis, militar de gran fama, tomó parte en el Saco de Roma de 1527, donde se ganó el sobrenombre de Rodomonte, en honor a uno de los personajes del Orlando Innamorato de Matteo Maria Boiardo.
Huérfano de padre muy pronto, y abandonado por su madre, Vespasiano fue amorosamente criado por su tía Giulia Gonzaga, que con la intención de protegerlo del previsible intento de la familia Colonna de eliminarlo con fines hereditarios, se trasladó a Nápoles con su sobrino, abandonado sus posesiones en Fondi. Siguiendo la tradición de la época de enviar a los jóvenes herederos a las grandes cortes europeas al objeto de mejorar su educación y como acto de subordinación a la Corona, Giulia envió a Vespasiano a la corte del emperador Carlos V, alejando lo más posible a su sobrino de los Colonna, que tenían también muchos intereses en la ciudad napolitana.
Alcanzada la corte imperial, en 1548, el joven Gonzaga fue nombrado paje de honor del príncipe Felipe (futuro Felipe II).
En abril de 1550, Vespasiano se casó en secreto en Piacenza con Diana Folch de Cardona, hija del noble Antonio, entrando triunfalmente en Sabbioneta.
Durante sus ausencias, la administración de Sabbioneta estaba en manos de su mujer, Diana, la cual murió em noviembre de 1559, en circunstancias poco claras, sin haber dado hijos al matrimonio.
En 1564, Vespasiano viajó a España, donde se casó en Valencia con Ana de Aragón, pariente del rey de España, y con mala salud.. En 1565 fue padre de dos gemelas, Julia e Isabel, y en el mismo año obtuvo del emperador Maximiliano II el título de marqués. El 27 de diciembre de 1566 nació el heredero varón, Luigi Gonzaga, y en 1567 murió su segunda mujer, Ana. 
En 1568, y debido a la intensidad de los ataques de piratas berberiscos sobre toda la costa mediterránea española, el rey Felipe II encargó a Vespasiano Gonzaga la inspección y proyecto de construcción de las fortificaciones del puerto de la ciudad de Cartagena, de la costa del reino de Valencia y las plazas fuertes africanas de Orán y Mazalquivir. En este viaje, Vespasiano fue acompañado del prestigioso ingeniero militar Juan Bautista Antonelli. Logró ser uno de los hombres de confianza de Felipe II que le nombró grande de España y después virrey de Navarra y de Valencia, antes de condecorarlo, en 1585, con el caballerazgo de la Orden del Toisón de Oro, máximo honor concedido por la Corona española.
Gracias a su amistad con el emperador Rodolfo II, al que había conocido en la corte española donde el futuro emperador había sido enviado por su madre para mejorar su educación bajo la tutela de su tío Felipe II, consiguió que Sabbioneta fuese elevada a ducado autónomo en 1577. Sus feudos comprendían también: en el ámbito imperial, en la Italia septentrional, el ducado de Sabbioneta, el marquesado de Ostiano, el condado de Rodigo y las señorías de Bozzolo, Rivarolo Mantovano  y Commessaggio; en ámbito español, en la Italia meridional: el ducado de Trajetto, el condado de Fondi, la baronía de Anglona y las señorías de Turino y Caramanico.
Murió en Sabbioneta el 26 de febrero de 1591. Entre sus bienes se inventarió el famoso cuadro de Pieter Brueghel el Viejo El Triunfo de la Muerte (1562), ahora conservado en el Museo del Prado de Madrid.

### Sabbioneta
Vespasiano fue el fundador, el ideador y el primero Duque de la ciudad perfecta: Sabbioneta, situada entre Mantua y Parma. Vespasiano la realizó completamente en un plazo de casi 35 años, desde 1556 hasta su muerte acaecida en Sabbioneta en 1591, según los cánones y criterios del mejor Renacimiento italiano.